# Josef Hotový
Josef Hotový (* 8. August 1904 in Radějovice u Prahy, Böhmen; † 2. April 1975 in Prag) war ein tschechischer Komponist. Bekannt wurde er durch die Werke Anna Polka, Slavnostni-Walzer, Bubenstreiche und Schwarze Augen.

## Musikalisches Leben
Hotový verbrachte fast sein ganzes Leben in einem landwirtschaftlich geprägten Umfeld und genoss keinerlei anerkannte und systematische Musikausbildung. Er erreichte das meiste, einschließlich des Komponierens, mit dem er im Alter von 19 Jahren begann, im Selbststudium und erhielt Geigenunterricht bei Alois Příhoda und später bei Václav Příhoda. In dem Orchester von dessen Bruder František spielte er zunächst Geige, später auch Akkordeon, Klarinette und Tuba, und schließlich Orgel.
Insgesamt komponierte er 300 Lieder. Die Texte dazu schrieben Svatopluk Radešínský sowie V. Sykora Moravecký.